# Kristian Hvidt
Karl Kristian Hvidt (født 1. september 1929 på Frederiksberg) er en dansk historiker og tidligere folketingsbibliotekar.
Faderen var kunstmaleren Daniel Hvidt. Hans mor var pianisten Elisabeth Hvidt, f.  Hänflein. Han tog højere handelseksamen og læste derefter historie og fransk ved Københavns Universitet. I 1972 blev Kristian Hvidt dr.phil. ved Aarhus Universitet på afhandlingen Flugten til Amerika eller Drivkræfter i masseudvandringen fra Danmark 1868-1914.
Han er desuden forfatter til en lang række historiske og biografiske værker, bl.a. Edvard Brandes. En radikal blæksprutte (1986), Gyldendal og Politikens Danmarkshistorie : Det folkelige gennembrud, 1850-1900 bd.11 (2003), Københavns Rådhus : bygningen og dens indre liv i 100 år (2005), Europa : 1000 års historie (2007), Kunst og kapital. Portræt af C.L. David og hans verden (2008), Sylvia Pio. En adelig socialist (2010) og Forsker, furie og frontkæmper. En bog om Lis Jacobsen (2011).
Hvidt var anmelder af bøger om historiske emner for Berlingske Tidende i perioden 1962-2006.
Han var forstander for Det kongelige danske Selskab for Fædrelandets Historie i perioden 20. februar 1985 – 22. marts 1995. Hvidt er Ridder af 1. grad af Dannebrogordenen.